# Ancho

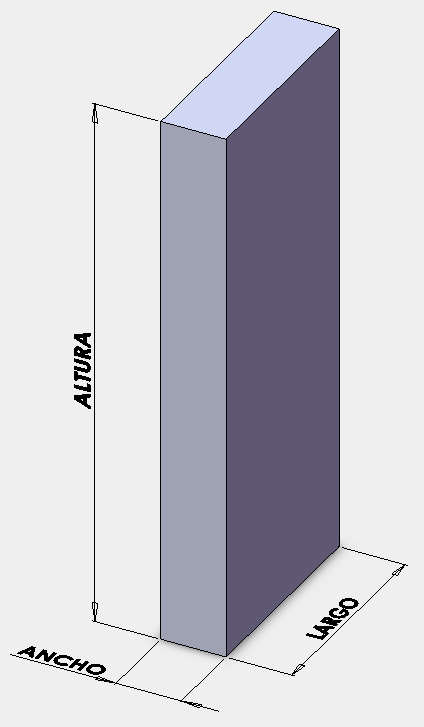
Un paralelepípedo mostrando los nombres de sus dimensiones, largo, ancho, y alto o altura.

La anchura es una de las dimensiones de las figuras planas; la dimensión correspondiente es la longitud dimensional. 
En el espacio, es una de las tres dimensiones posibles –en geometría euclidiana– de un volumen: largo, ancho y alto, siendo el ancho la medida tomada desde lo que se consideraría el frontal de la pieza y el largo (o fondo) se consideraría a la distancia horizontal más  del frontal. 
Por ser una referencia relativa, solo se utiliza en lenguaje coloquial. En ciencias, tales como geometría o física, los volúmenes se describen respecto a ejes ortogonales, o llamado comúnmente coordenadas cartesianas (XYZ),  polares, u otros sistemas de referencia más objetivos.
En simulación 3d:

En rojo, el eje x, en una representación tridimensional es el ancho.

- El color rojo representa al eje de las X.
- En las Normal Maps (un sistema que simula superficies de detalle por medio de colores) la base azul representa un valor de 0. La X (±1) representa el color rojo y el verde que representa a la Y (±1) dan los valores de elevación (RGB).